# 洛杉矶国际机场航站楼

洛杉矶国际机场航站楼分布图

洛杉矶国际机场航站楼共有九座，合计提供146个登机口，按U形或马蹄形排列。乘客可以通过各种穿梭巴士和航站楼间的行人连接通道在航站楼之间移动。迄2021年，机场正在进行一项重大重建计划，计划完成后，旅客而无需重新进入航站楼安检即可自由在各个航站楼间穿梭。
除却客运区，洛杉矶国际机场还有2 × 106平方英尺（190,000平方）的货运区和由Bravo Aviation运营的直升机场。

## 历史
洛杉矶机场在1958年形成了基本布局，为迎接喷气机时代，建筑公司Pereira & Luckman为机场重新设计。建筑师韦尔顿·贝克特和保罗·威廉姆斯共同参与了新机场的设计，在规划中，他们计划在机场地块中部修建多座航站楼和多层停车场，并以一个巨型钢结构玻璃穹顶建筑物连接。穹顶迄今不见踪影，但航站区中心的主题建筑成为光顾机场的旅客可以看到的一个地标。
最初每个航站楼的设计都是一样的：由在坡道中间的卫星建筑与连接售票区，长300英尺（91）的隧道组成。七号、八号航站楼（联合航空）于1961年6月25日竣工，随后三号航站楼（环球航空）、四号航站楼（美国航空）和五号航站楼（西部航空）于同年9月竣工。二号航站楼（国际线大楼）于同年12月竣工。六号航站楼由美国其他航空公司共用，为最晚竣工的航站楼。
1980年代初，为迎接1984年夏季奥运会，机场进行了大规模扩建。1983年11月通车的一条二级公路将洛杉矶机场进出港旅客分流；1958年设计的1号航站楼于1984年1月投运；汤姆·布拉德利国际航站楼于1984年6月投运。1980年代间，既有二号至七号航站楼进行扩建工程，将独立的卫星大楼与票务大楼相连接。

## 航站楼间连接
乘客可以在汤姆·布拉德利国际航站楼与T4/T5/T6/T7/T8间行走，无需离开航站楼重新安检。天桥走道将四号航站楼与汤姆·布拉德利国际航站楼相连接；T4/T5/T6通过隧道连接；T6/T7/T8通过地面走道连接。
一条独立连廊连接二号和三号航站楼，截至2022年6月，一号航站楼和汤姆·布拉德利国际航站楼之间的连接工程正在施工。目前穿梭巴士提供来往二号和三号航站楼的接驳服务。  
在4号和5号航站楼之间运行的空侧穿梭巴士通往地区线航站楼。

## 一号航站楼
一号航站楼设十三个登机口：9号登机口、11A–11B、12A–12B、13–15、16、17A–17B、18A–18B登机口和远机位摆渡车登机门。截至2022年6月，该航站楼为西南航空的运营基地（西南航空运营点对点航线，故以“基地”而非“枢纽”称之）。越洋航空、忠实航空、神鹰航空 太阳城航空和愉快空中巴士亦在此设有报到处。在一号航站楼完成安检后，乘客搭乘穿梭巴士前往汤姆·布拉德利国际航站楼西门乘机。
一号航站楼于1984年投运，当时太平洋西南航空为该航站楼的主要用户。西南航空后来投入大量资金翻新一号航站楼，2018年完成，同时西南航空对安检区、路边下客区、航站区和行李处理系统进行了改造。
加利福尼亚航空、夏威夷航空（1985年开业，次年结业，与1929年开业的夏威夷航空没有任何关系）、穿越航空、美西航空、 勇敢航空 (1983–1990) 、莫里斯航空、太平洋西南航空、 皮埃蒙特航空 (1948–1989) 、国家西部航空、Transtar航空和全美航空曾经使用一号航站楼。

## 二号航站楼

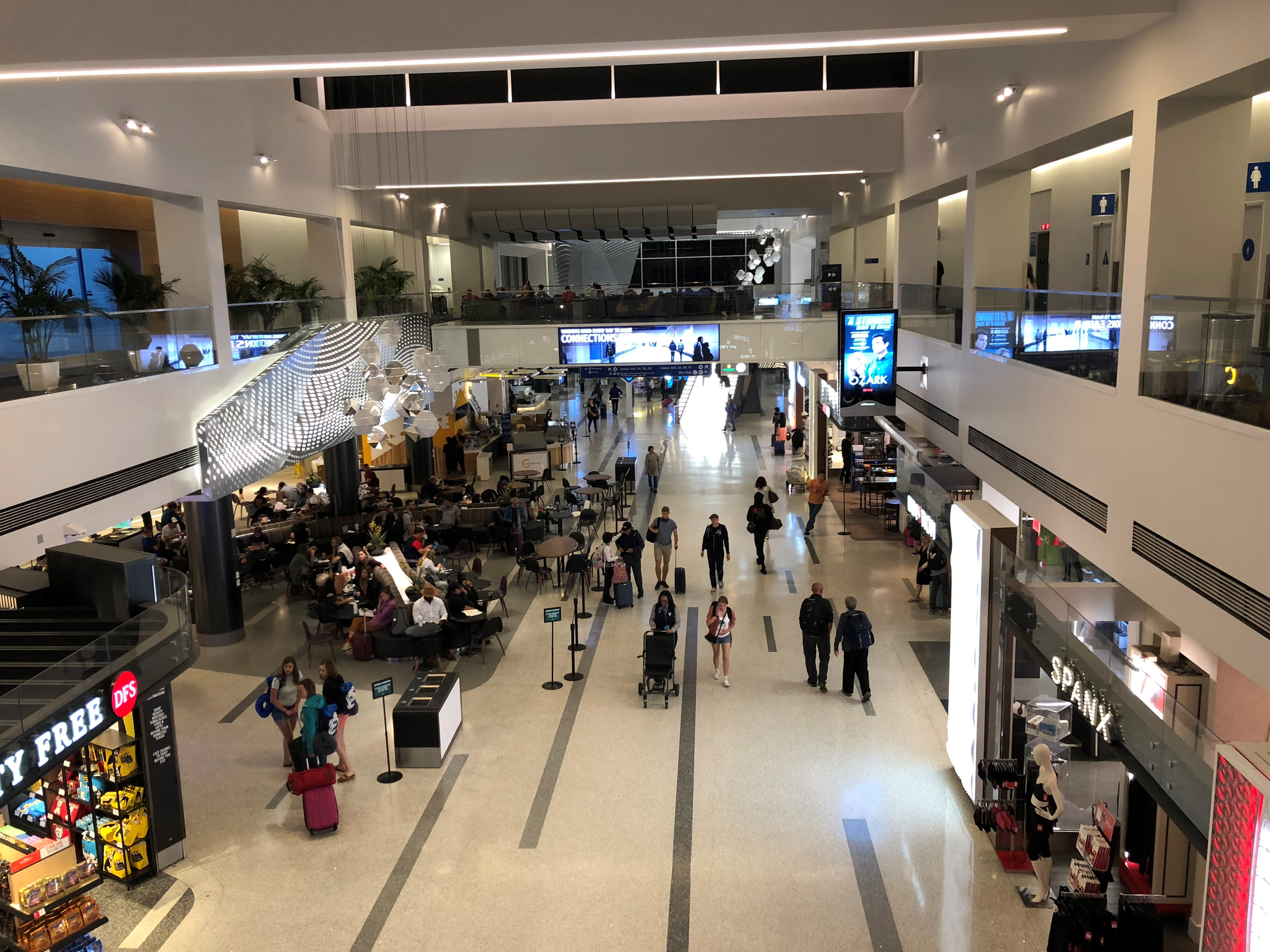
二号航站楼内景

二号航站楼设12个登机口：21、21B、22、23A–23B、24、25A–25B、26A–26B、27和28号登机口。截至2022年6月，达美航空以二号和三号航站楼作为枢纽。西捷航空亦在此营运。应施工需要，前往二号航站楼的旅客需要前往三号航站楼办理登机手续。
二号航站楼始建于1962年，为洛杉矶机场的初代国际航站楼。1984年至1988年间耗资9400万美元拆除重建。新二号航站楼由利奥·戴利设计。海關及邊境保衛局在二号航站楼设有设施来处理到达的国际旅客，但乘坐爱尔兰航空航班的旅客因为已经预先清关，多与国内线旅客混流。
加拿大航空、洛杉矶航空、空军机动司令部、新西兰航空、度假航空 、 快板航空、韩亚航空、ATA 航空、阿维亚卡萨航空、哥伦比亚航空、布兰尼夫国际航空、喀里多尼亚航空（1988年） 、加拿大太平洋航空、中国民航、美国首都航空、嘉年华航空、丹佛停靠港航空、夏威夷航空、荷兰皇家航空、LTU国际航空、马克航空、迈阿密国际航空、国家航空、西北航空、全能国际航空、太平洋快运、泛美航空 ,泛美航空 (1996–1998)、人民快运、瑞安国际航空、空服航空、VASP、维珍航空、世界航空在1984年夏季奥运会前夕建设的汤姆·布拉德利国际航站楼投运前使用该航站楼。
二号航站楼大厅夹层设有达美航空SkyClub和维珍航空Clubhouse旅客休息室。维珍航空Clubhouse自2021年中旬起撤出二号航站楼，原址供达美航空扩建SkyClub旅客休息室。

## 三号航站楼

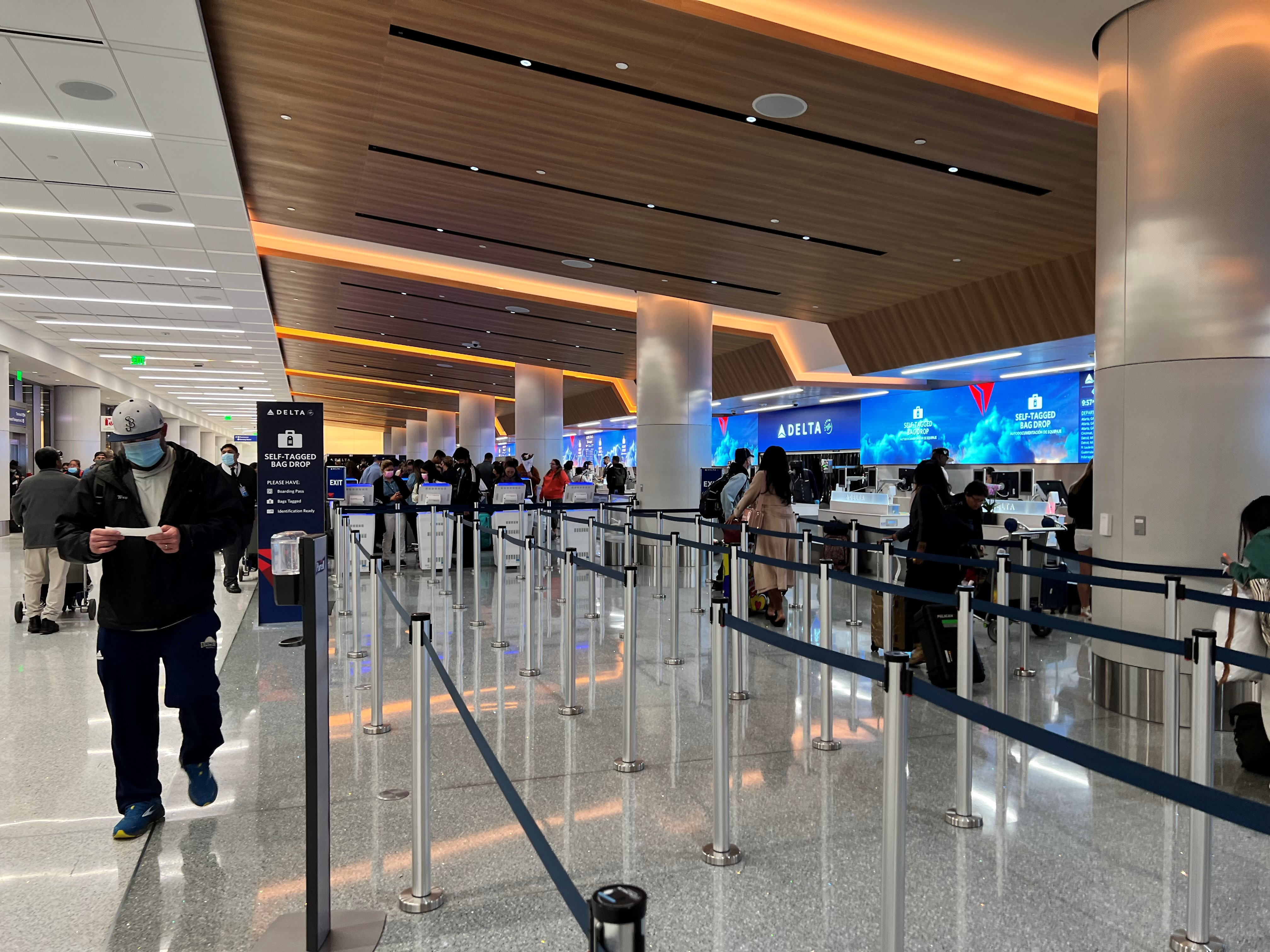
三号航站楼内景

三号航站楼设十四个登机口：30A–30B、31A–31B、32A–32B、33、34A–34B、35–36、37A–37B和38号登机口。截至2022年6月，达美航空以二号和三号航站楼作为枢纽。搭乘达美航空天合联盟合作航空公司墨西哥国际航空的旅客可在此办理登机手续；在三号航站楼通过安检后，墨西哥航空公司的乘客搭乘穿梭巴士前往汤姆·布拉德利国际航站楼候机。
三号航站楼于1961年投运，原为环球航空专用。东方航空最初亦在此营运。该航站楼于1970年进行扩建以满足宽体机的停靠要求，并在1980至 1987年间加建连廊及连接到既有卫星建筑的行李系统。美国航空分别于1999年和2001年吞并里诺航空和环球航空后亦曾经在此营运部分航班。维珍美国航空在2008年至2017年间也亦在此营运，直到阿拉斯加航空收购维珍美国航空并转场至六号航站楼为止。2014年2月，全美航空在1号航站楼整修期间转场到三号航站楼，最终，美国航空的所有航班转场至四号航站楼。
2019冠状病毒病疫情导致的旅客量减少为三号航站楼的整修带来了前所未有的时间。作为达美航空公司耗资19亿美元的“洛杉矶国际机场达美空中之路”现代化项目的一部分，3号航站楼在2020年11月至2022年4月期间暂停营运并部分改建。 
加利福尼亚航空、穿越航空、美国航空、ATA航空、 博南扎航空、布兰尼夫国际航空、美国东方航空、金西航空、夏威夷快运、中途航空 (1976年) 、中西部航空、 东北国际航空、太平洋东部航空、太平洋快运、雷诺航空、西南航空、精神航空、环球航空、全美航空、维珍美国航空、维珍澳大利亚航空和西太平洋航空曾经使用本航站楼。
达美航空在三号航站楼设有一个SkyClub旅客休息室。

## 四号航站楼

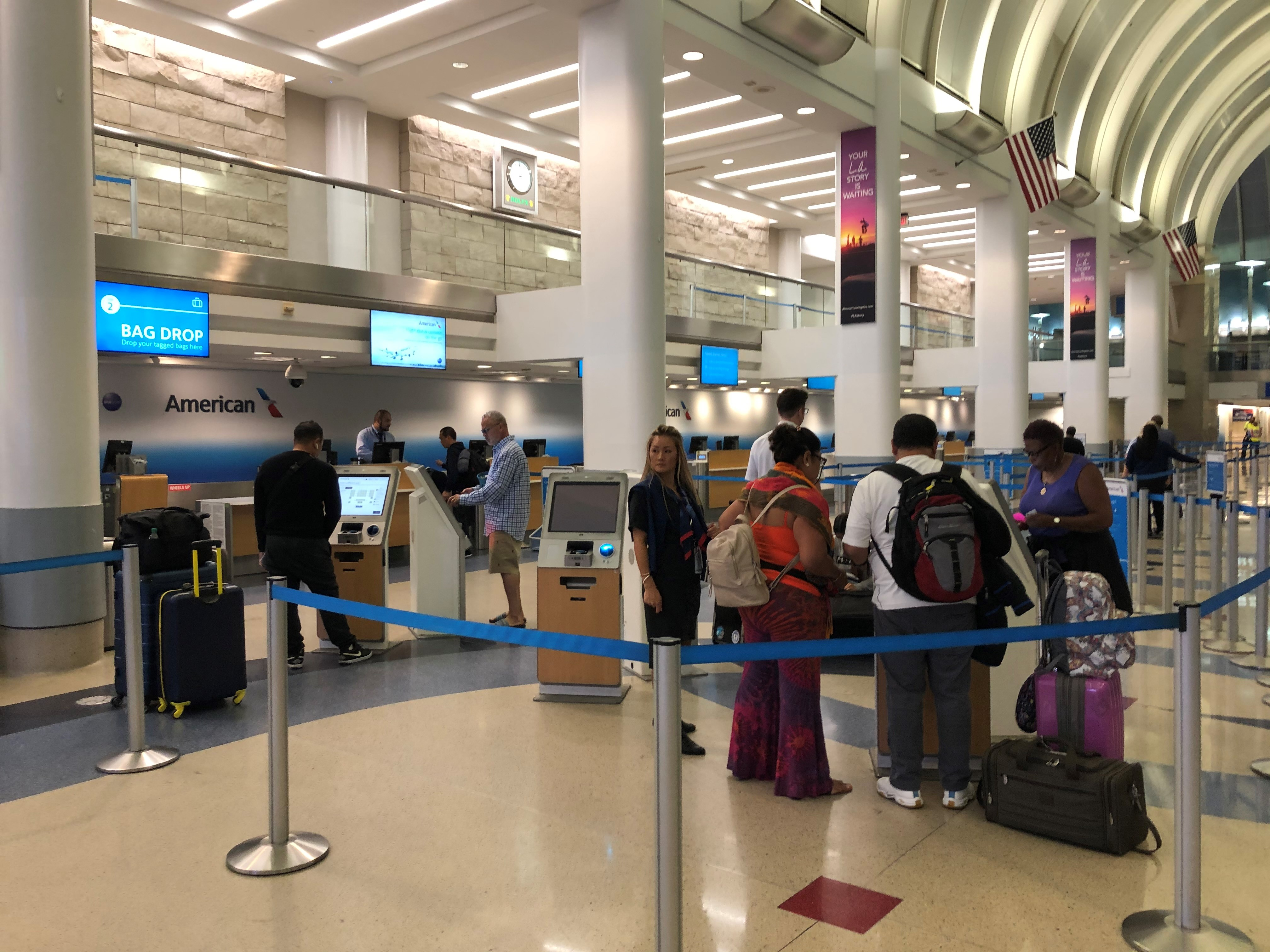
四号航站楼内景

四号航站楼设十六个登机口：40–41、42A–42B、43–45、46A–46C、47A–47B、48A–48B 和 49A–49B。截至2022年6月，四号航站楼、地区线航站楼和五号航站楼局部为美国航空枢纽。
四号航站楼始建于1961年，在1983年的扩建工程中加建连接售票区和既有卫星建筑的连接桥，2002再耗资四亿美元，以改善设施的外观和功能。里弗斯和克里斯蒂安规划了翻新计划。部分国际线在汤姆·布拉德利国际航站楼到发。
美国航空和美鹰航空在洛杉矶国际机场合计使用28个登机口（美国航空在洛杉矶机场合计使用32个登机口，美鹰航空卫星厅设9个登机口，五号航站楼有4个美国航空专用登机口，汤姆·布拉德利国际航站楼另有4个可旋转登机桥近机位登机口）。
美国航空在航站楼设有一间Admirals Club旅客休息室。
加利福尼亚航空、阿拉斯加航空、美西航空、荷兰皇家航空、中西部航空、西北航空、皮埃蒙特航空（1948-1989）、自豪航空、雷诺航空、 太阳航空和西翼航空曾经使用四号航站楼。

## 五号航站楼
五号航站楼设十五个登机口：50A–50B、51A–51B（52A–52I为美鹰航空专用）、53A–53B、54A–54B、55A、56–57、58号和59号登机口。截至2022年6月，该航站楼是捷蓝航空的运营基地（捷蓝航空运营点对点航线，故以“基地”而非“枢纽”称之），美国航空以五号航站楼和四号航站楼为枢纽。海南航空和精神航空亦使用本航站楼。
五号航站楼于1962年投运，最初为西部航空专用，直到1987年4月1日被达美航空吞并为止。根斯勒重新设计了五号航站楼，加建了连接既有卫星建筑和票务设施的连接桥，并于1986年至1988年初改建。1988 年夏季改造完成后，它也被民间普遍以“洛杉矶国际机场的三角绿洲”称之，口号是“在洛杉矶国际机场取五”。因西北航空并入达美航空，西北航空于2009年6月30日将所有航班转场至五号和六号航站楼。
达美航空在五号航站楼（以及六号航站楼的部分登机口）营运了数十年，最终于2017年5月12日至17日期间将所有航班转场至第二和第三航站楼，以缓解航站楼的人流并与和达美合作的航空公司在汤姆·布拉德利国际航站楼提供更好、更轻松的中转服务。
美鹰航空利用8号航站楼东侧的卫星厅（设九个登机口）营运，补充美国航空在四号、五号航站楼的干线运营能力。
2020年7月，捷蓝航空宣布撤出长滩机场，原因是他们在长滩机场营运的航线客流不佳，而且长滩的官员拒绝海關及邊境保衛局在长滩机场部署海关设施。结果，捷蓝航空宣布转场洛杉矶国际机场以扩大营运计划。捷蓝航空于2020年10月7日转场至洛杉矶国际机场五号航站楼。随着营运基地的搬迁，捷蓝航空有了充足的条件在西海岸扩展国内和国际航线。
该航站楼的前租户包括墨西哥国际航空、牙买加航空、大溪地航空、忠实航空、英国金狮航空、中国南方航空、达美航空、厄瓜多尔航空、边疆航空、夏威夷航空、墨西哥航空、西北航空、天西航空、宋航空、 太阳城航空、瑞士航空、三星航空和西方航空。太阳城航空和忠实航空自2021年5月1日起转场到汤姆·布拉德利国际航站楼西登机区。
美国航空在航站楼在达美航空SkyClub原址上开设了Admirals Club旅客休息室。

## 六号航站楼

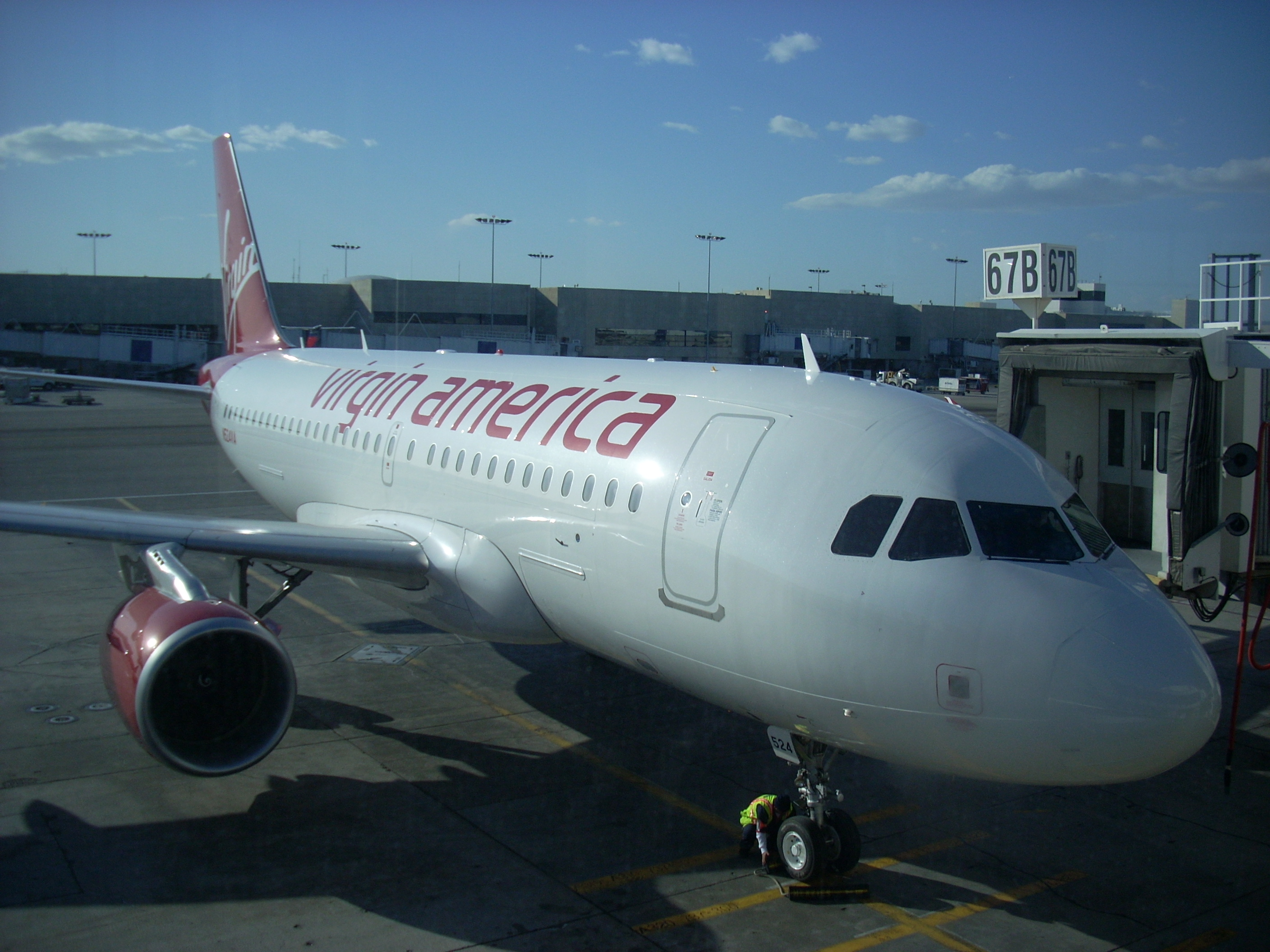
停靠在六号航站楼的维珍美国航空空客A319 。

六号航站楼设十四个登机口：60–63、64A–64B、65A–65B、66、67、68A–68B 和 69A–69B。截至2022年6月，六号航站楼是阿拉斯加航空的枢纽，加拿大航空、波特航空和以及先进航空和西南快运两间小型区域航空公司亦使用六号航站楼
该航站楼于1963年11月投运，分卫星厅和票务建筑，标志着机场客运系统一期工程的结束。投运初期，多间航空公司以此为枢纽，如大陆航空、达美航空、太平洋航空和太平洋西南航空。旧六号航站楼能够同时停靠六架飞机。
在1970年代初期，美国大陆航空和达美航空扩建六号航站楼的卫星厅，在大楼的南端增建登机门，并该找现有结构以满足波音747的停靠需求。改建完成后，六号卫星厅能够同时停靠八架飞机：两架747、四架三发宽体飞机和两架小型飞机（如B707/B727）。其中四个登机口设双登机桥，可停靠大型飞机。
1982年，大陆航空注资扩建六号航站楼，在既有卫星厅和票务大楼间加建了连接桥，增加了新的登机门和服务设施。
2014年10月之前，联合航空公司利用1982年新建的登机口补充其在七号航站楼的运输能力。除五号航站楼外，达美航空亦租用六号航站楼的部分空间。大多数卫星厅大厅的登机门可以将抵达的乘客送入无菌走廊，将他们分流到七号航站楼的海关和移民设施。2014年11月6日，美国航空将全美航空的航班从三号航站楼转场到六号航站楼，并使用增建区域的四个登机口。应洛杉矶机场大规模转场计划，美国航空于2017年1月31日不再租用六号航站楼的这四个登机口，并全数转至五号航站楼。
2011年4月，阿拉斯加航空与洛杉矶世界机场达成协议，翻新六号航站楼并为头等舱旅客加建阿拉斯加航空旅客休息室。阿拉斯加航空于2012年3月20日转场至六号航站楼，精神航空转场至三号航站楼。
2021年7月，航站楼开始进行第三次翻新。在面向客户的正面，登机区、候机室、边防区和运输安全管理局安全区正在翻新/升级，并更新用于喷气式飞机停靠的登机桥。此外，将增加一个通过主航站楼的枢纽以便旅客前往其他航站楼。运营方面，将升级停机坪地面、燃料管线和其他机场基础设施。随着建设的推进，从东南处的三个登机口开始，航站楼的不同区域将暂停开放。翻新工程计划于2023年完成。
美国航空、大陆航空、巴拿马航空、达美航空、东方航空、边疆航空（1950-1986） 、五大湖航空、休斯航空、汉莎航空、国家航空（1999-2002） 、太平洋航空、太平洋西南航空、共和航空、天西航空、斯威夫特航空、泰德航空、联合航空、沃德航空、维珍美国航空 、 愉快空中巴士和全美航空曾经使用六号航站楼。

## 七号航站楼

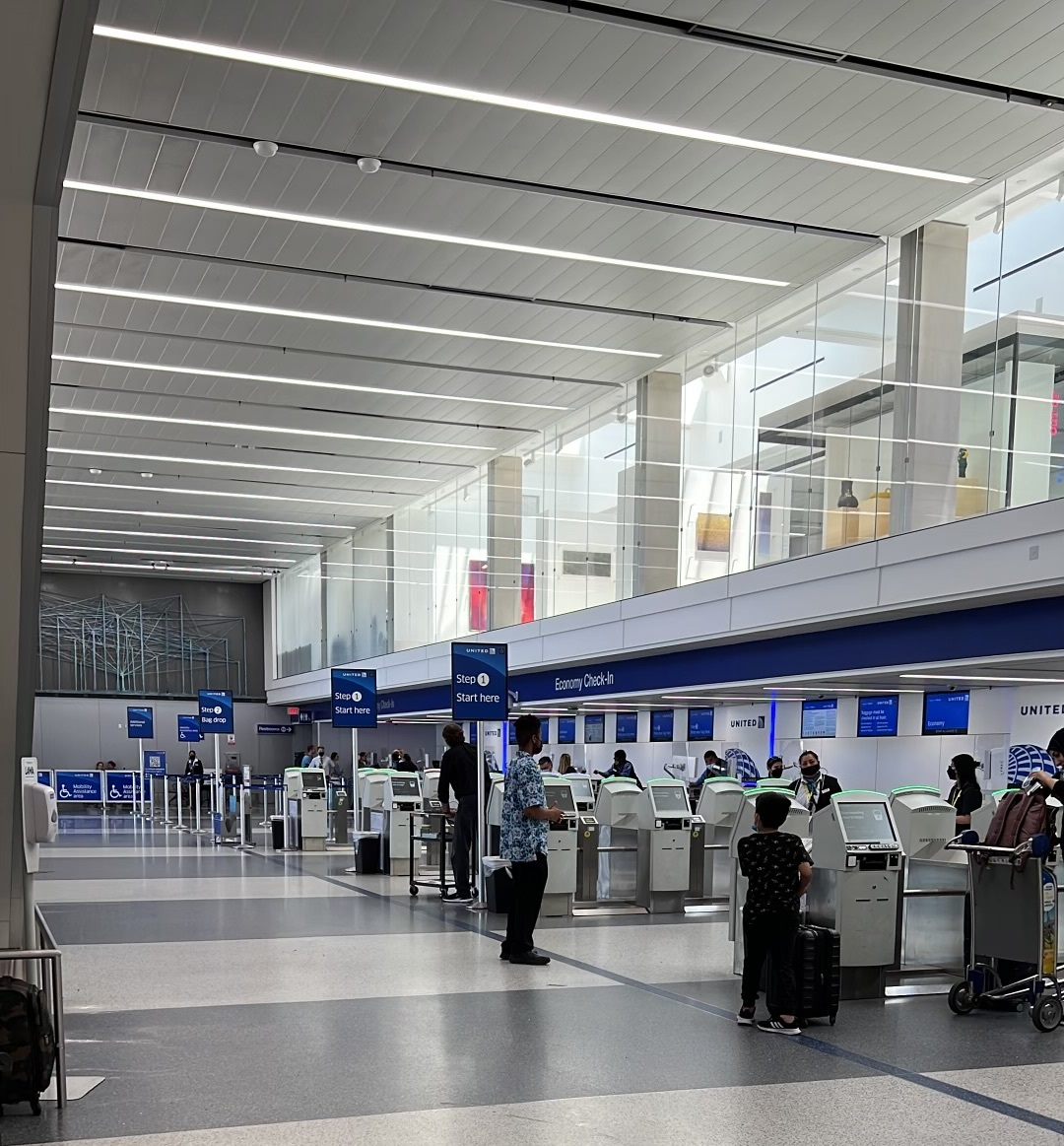
洛杉矶国际机场七号航站楼的登机报到区。

七号航站楼有十三个登机口：登机口 70A–70B、71A–71B、72A–72B、73、74、75A–75B、76A–76B和77号登机口。截至2022年6月，联合航空以七号和八号航站楼为营运枢纽。
七号航站楼于1962年投运，1970年进行扩建以停靠宽体客机。七号航站楼在1982年的扩建工程中加建了一座连接大楼，并在此设置70A-70B和71A-71B登机门。其中四个登机口设双登机桥，可停靠大型飞机。航站楼的内部在1998年1月至1999年6月间耗资2.5亿美元进行翻新，翻新计划由HNTB操刀，亨塞尔菲尔普斯建筑公司负责改造工程。工程新建了登机口检票台、扩建登机区、小卖部搬迁、洗手间扩建、新地板和新标牌。此外，航站楼的屋顶被抬高并换上了更亮的灯具，以提供更多的整体照明。2017年，七号航站楼再次翻新，使用该航站楼的航空公司发生变化。航站楼还设有一个联合航空贵宾室和一个北极星贵宾室。航站楼在到达层设有海关区域，供来自六号航站楼，乘坐联合航空公司、阿拉斯加航空公司执飞的国际航班的旅客使用。
阿斯彭航空、 布拉尼夫航空 (1983–1990) 、帝国航空、独立航空、休闲航空、洛杉矶航空、德克萨斯国际航空、美联航穿梭巴士、泰德航空和维珍航空曾经使用七号航站楼。

## 八号航站楼
八号航站楼设八个登机口：80–85和86A-B。截至2022年6月，联合航空以七号和八号航站楼为营运枢纽。
早年因八号航站楼没有旅客处理设施（如票务、安全检查站或行李领取处）且依赖七号航站楼的设施，故又称作八号厅。为迎接1984年奥运会，该建筑于1982年重建。
联合航空曾经在八号航站楼提供穿梭巴士服务。曾经只有联航快运使用八号航站楼。非联航快运航班使用六号和七号航站楼。8号航站楼现在亦到发部分干线航班。

## 汤姆·布拉德利国际航站楼

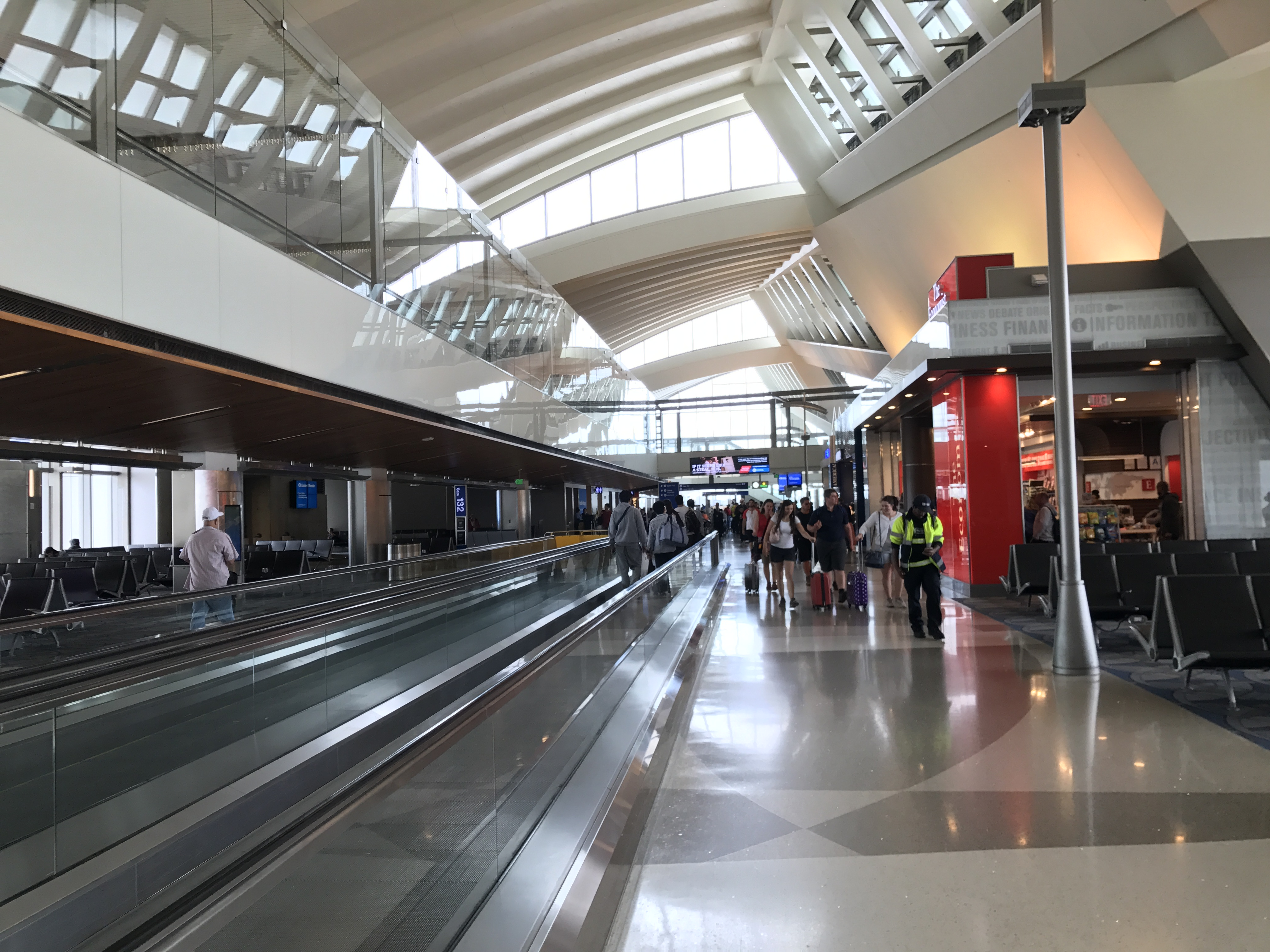
汤姆·布拉德利航站楼西区新建南大厅内的自动人行道。二楼的分流到达区直通美国海关。

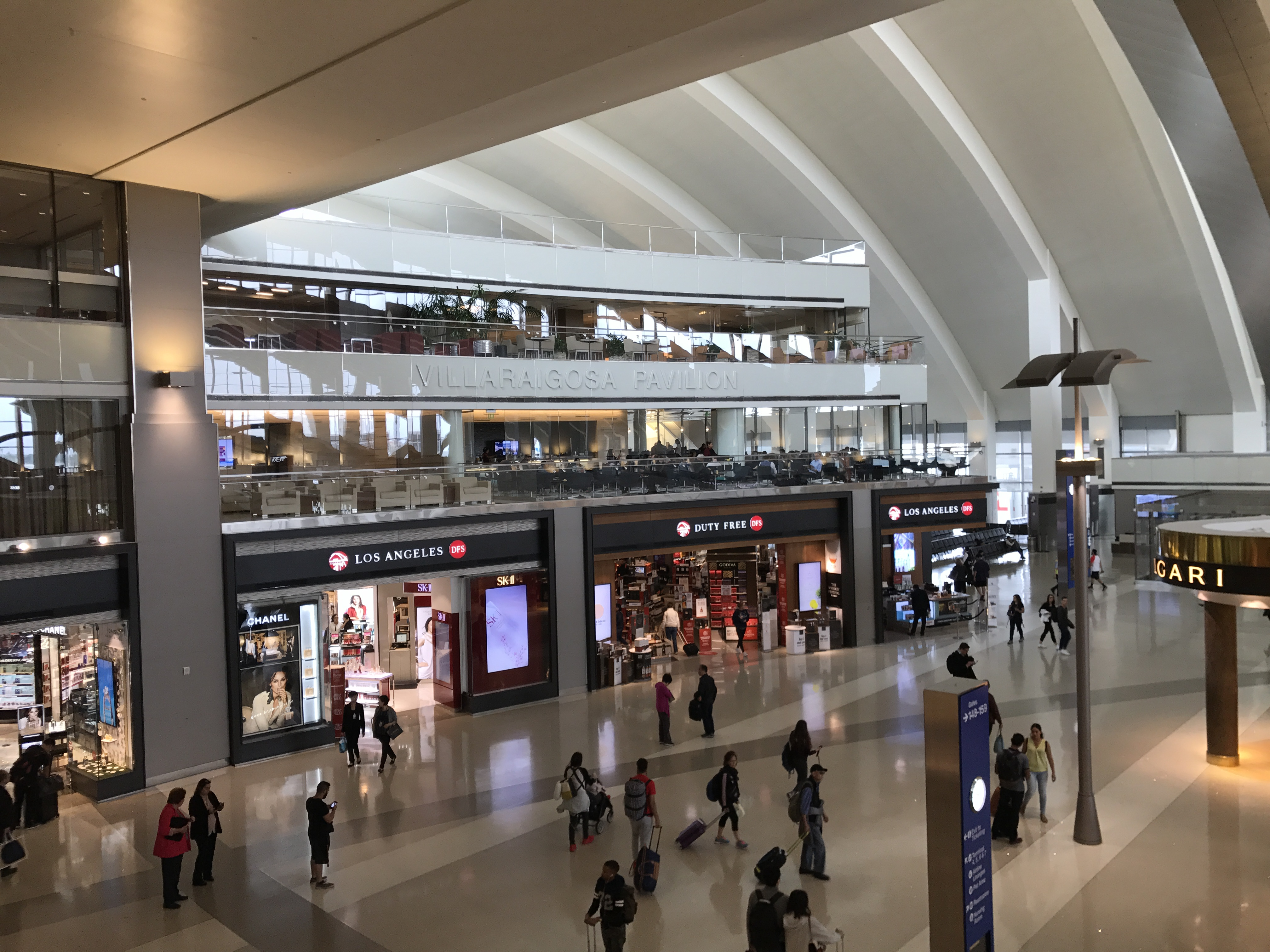
汤姆·布拉德利航站楼主大厅

汤姆·布拉德利国际航站楼 (英語：Tom Bradley International Terminal, TBIT)，别号B航站楼（英語：Terminal B），设四十个登机口（130-225）。29家航空公司入驻汤姆·布拉德利国际航站楼（大部分位于美国境外）。
硕大的汤姆·布拉德利国际航站楼分为若干不同区域：北大厅（9个登机口：130–135、137、139、141）；摆渡车远机位接驳口（6 个登机口：136、138、140、142、144、146）；南大厅（10个登机口：148、150–157、159）；西大厅（15个登机口：201A、201B、202–208、209A、209B、210A、210B、221、225）和巴士站。摆渡车远机位接驳口和巴士站连接属于一号航站楼的远机位、汤姆·布拉德利国际航站楼和二号航站楼之间以及汤姆·布拉德利国际航站楼西侧的卫星厅（设9个登机口）。

### 历史
汤姆·布拉德利国际航站楼于1984年6月18日开放（也就是在1984年夏季奥运会开幕前夕）。
该航站楼位列于三号和四号航站楼的西侧。此前，二号航站楼是洛杉矶国际机场的主要国际航站楼。航站楼以非裔美国人市长暨在任期间最长（长达20年）的市长汤姆·布拉德利定名，布拉德利也是洛杉矶国际机场的缔造者。
到2000年代初，机场管理人员越来越关注洛杉矶国际机场作为国际门户的出路。随着国际航站楼的老化，许多航空公司将原本在洛杉矶起降的航班转场到旧金山和西雅图/塔科马等更加现代化的机场。到2007年，洛杉矶国际机场每周接发国际航班减少了一成二。同时，机场当局担心汤姆·布拉德利国际航站楼无法满足未来的更大型飞机（如A380和B747-8）的需求。
机场当局于2006年9月对原汤姆·布拉德利国际航站楼进行有限度的翻新，航站楼增加了新的寻呼机、空调和电气系统，并加装了新电梯、自动扶梯和行李传送带。与此同时，最南端的跑道07R/25L南移55英尺（17）以满足A380的起降需求，并在相邻跑道之间增建一条平行滑行道。 07R/25L跑道于2007年3月25日恢复使用，滑行道于2008年竣工。
2007年3月19日，空中客车A380在美国洛杉矶国际机场和纽约约翰·肯尼迪国际机场首秀。空中客车A380于2008年10月20日投入商业运营，澳航使用A380执飞往返洛杉矶和悉尼之间的航班。由于布拉德利航站楼没有为A380设置的配套设施，因此只能在洛杉矶国际机场西侧的卫星登机口停靠。
布拉德利航站楼在2008年至2021年期间分阶段进行大规模现代化改扩建工程。
芬特雷斯建筑公司与HNTB联合设计的新航站楼于2008年11月17日揭幕。一期工程于2010年2月22日开工，包括北中央大厅登机门的改造工程，以及容纳餐饮、零售购物和大型航空联盟休息室的新大堂工程。一期工程于2013年竣工，随后南区的改造工程也随之展开，其中包括南大厅改造工程以及安全/海关/移民处理区的扩建。二期工程于2015年完成。在新航站楼的19个登机口中，其中9个设有三廊桥以保障A380和B747-8停靠。

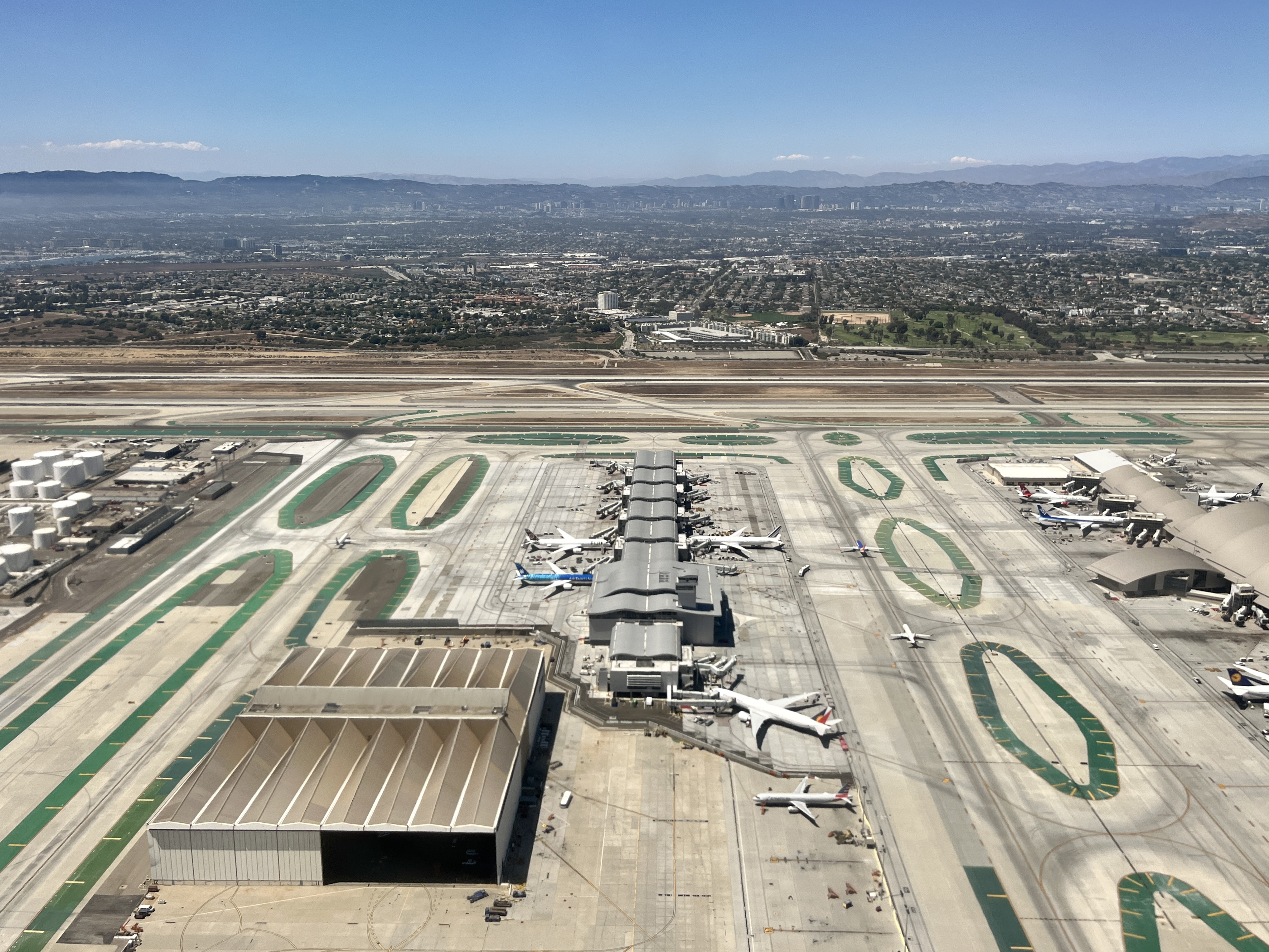
TBIT西大厅

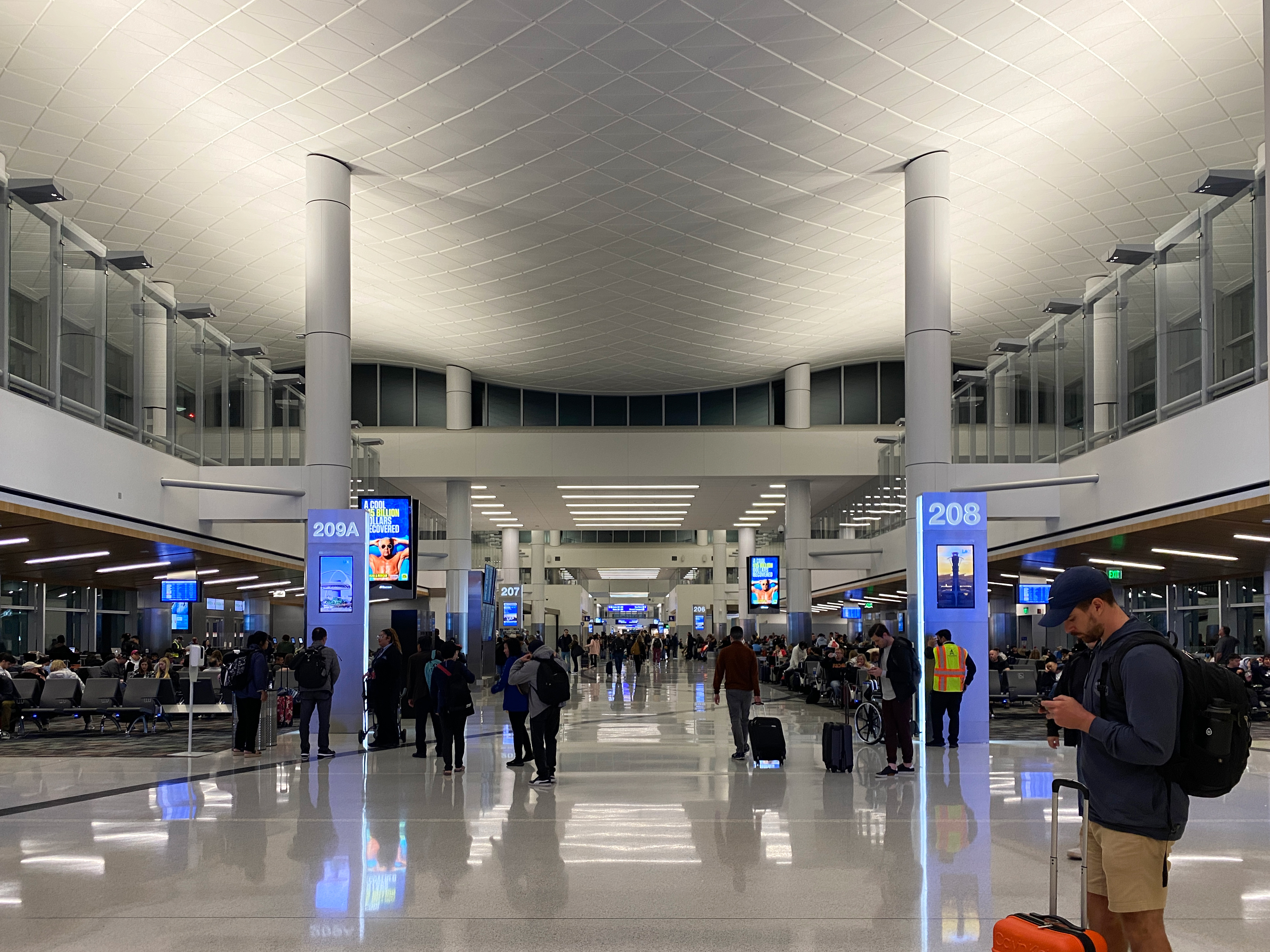
汤姆·布拉德利航站楼西区走廊

三期工程是一个新卫星厅，2017年2月27日开工。这座卫星厅后来定名“汤姆·布拉德利国际机场西大厅”，2021年5月1日投运。西大厅的两个登机口可保障A380停靠。

## 地区线航站楼
地区线航站楼设九个登机口：52A-52I，为美鹰航空专用，故别号“鹰巢”。它是美国航空在洛杉矶的次要枢纽航站楼，为第四和第五航站楼分流。
该航站楼位于洛杉矶国际机场的东南侧，塞普尔韦达大道和8 号航站楼以东区域。由于它与其他航站楼物理分离，乘客须使用穿梭巴士系统进入区域航站楼。公车在地区线航站楼/T4/T5间运行，美国航空在这些航站楼均设有登机口。
地区线航站楼的登机口编码 (52A–52I) 旨在鼓励从洛杉矶国际机场出发的乘客通过相对不拥挤的五号航站楼的52号登机口搭乘摆渡车前往地区线航站楼。但由于美国航空公司在洛杉矶国际机场的大部分干线航班都安排在4号航站楼以外，因此另有一条巴士专线前往该地区线航站楼以最大限度减少接驳时间。
航站楼的每个登机口都有一个设有雨棚的人行道和坡道供旅客乘机或离机。航站楼设有洗手间、带电源插座的休息区和小卖部。
美国航空公司在航站楼设有一间Admirals Club旅客休息室，
该航站楼最初为联航快运使用（登机口71C-71K），2005年撤出。美鹰航空于2010年1月从位于4号航站楼以西0.3英里处的偏远航站楼搬迁至此，原航站楼后被拆除。

## 洛杉矶国际机场旅客自动输送系统
作为陆侧通道现代化计划的一部分，洛杉矶世界机场正计划建立洛杉矶国际机场旅客自动输送系统，该服务为自动旅客运输系统，高架导轨全长约2.25英里（3.62），设六个车站。预计最短行车间隔为2分钟。洛杉矶国际机场线于2017年开工，预计于2023年完工。
最西端的三个车站将设在停车场中心附近，并通过人行天桥与各个航站楼相连接：
- 西站，连接三号、四号航站楼和汤姆·布拉德利国际航站楼
- 中央站，连接于二号、五号和六号航站楼
- 东站，连接于一号、七号和八号航站楼

洛杉矶国际机场旅客自动输送系统还有如下计划：
- 多式联运设施 (ITF) 西站，可让私人车辆、酒店车辆和商业穿梭巴士以及公共汽车与洛杉矶国际机场旅客自动输送系统接驳。
- 地铁/多式联运设施东站，在航空/第 96 街站连接洛杉矶轨交，计划于2023年投运[51]。
- 综合租车枢纽，位于新综合租车设施的东部终点站。